# Safi, Maroc
Safi   este un oraș  în partea de vest a Marocului, pe malul Atlanticului.